# Kedungmunggal
Kedungmunggal is een bestuurslaag in het regentschap Mojokerto van de provincie Oost-Java, Indonesië. Kedungmunggal telt 2455 inwoners (volkstelling 2010).